# Vibrissina turrita
Vibrissina turrita là một loài ruồi trong họ Tachinidae.